# BREATH (Keishi Tanakaのアルバム)
『BREATH』（ブレス）は、2019年5月8日にリリースされたKeishi Tanakaの4thアルバム。

## 概要
初回限定特典として山川哲矢による撮り下ろし写真、田中本人によるライナーノーツ、ロングインタビューを掲載した冊子『BREATH by Photo & Word』が購入者先着でプレゼントされる。2019年5月8日の発売日に先駆けて、同年4月26日に始まった「CLIPS RELEASE TOUR」にて同アルバムの先行販売が行われた。

## 収録曲
全作詞・作曲：Keishi Tanaka
1. Breath
9thシングル。
2. Show Respect
3. 雨上がりの恋
発売約1か月前の4月3日に先行配信された[3]。
4. How's It Going? (Skit)
5. This Feelin' Only Knows
7thシングル。
6. 知らない街の大聖堂
7thシングル「This Feelin' Only Knows」の12インチシングル盤に収録されていた楽曲。初CD化。
7. Untitled
8. Some Rooms
9. Break It Down
8thシングル。
10. 疎雨
アルバムの中で唯一ストリーミングの取り扱いがない楽曲である[4]。

## リリース一覧
| 発売日        | 形態       | 品番     | レーベル      | 備考         | 脚注  |
| ------------- | ---------- | -------- | ------------- | ------------ | ----- |
| 2019年4月26日 | LPレコード | KCRC-004 | Keishi Tanaka | 会場先行販売 | [ 2 ] |
| 2019年4月26日 | CD         | KCRC-003 | Keishi Tanaka | 会場先行販売 | [ 2 ] |
| 2019年5月8日  | LPレコード | KCRC-004 | Keishi Tanaka | 一般流通     | [ 5 ] |
| 2019年5月8日  | CD         | KCRC-003 | Keishi Tanaka | 一般流通     | [ 6 ] |
| 2019年5月8日  | 音楽配信   |          | Keishi Tanaka |              |       |